# Cusiala turpis
Cusiala turpis är en fjärilsart som beskrevs av W. Warren 1899. Cusiala turpis ingår i släktet Cusiala och familjen mätare. Inga underarter finns listade i Catalogue of Life.